# Tempo, kleine Schnecke
Tempo, kleine Schnecke ist ein von Spieleautor Alex Randolph entwickeltes einfaches kombiniertes Farbwürfel- und Brettspiel der Firma Ravensburger. Es ist ausgelegt für 2 bis 6 Spieler in der Altersstufe von 3 bis 7 Jahre und kann Kindern beim Erlernen der Farben eine Unterstützung sein. Es wurde in mehreren Sprachen veröffentlicht und laut Herbert Feuerstein über 7 Millionen Mal verkauft.

## Spielbeschreibung
Das Ziel des Spiels steht unter dem Motto „Welche Schnecke macht das Rennen?“; in der Spielanleitung ist erklärend ausgeführt, dass sich sechs Schnecken zu einem Wettrennen zusammengefunden haben, um ihre Kräfte zu messen und herauszufinden, wer von ihnen am schnellsten ist.
Als Spielfigur dienen sechs lackierte Holzschnecken, die einer Schnecke mit Schneckenhaus nachempfunden sind. Sie sind jeweils etwa 5,5 cm × 3,5 cm groß, und jede trägt eine eigene Farbe (Rot, Gelb, Grün, Rosa, Blau, Orange). Sie werden durch das Würfeln mit zwei Farbwürfeln über das Spielfeld bewegt. Das Spielbrett ist 24 cm × 48 cm groß und eingeteilt in sechs gerade Rennbahnen mit jeweils neun Feldern, inklusive je einem entsprechend gekennzeichneten Start- und Zielfeld pro Bahn. Die Start- und Zielfelder sind farblich markiert in den Farben der Schnecken. Das eigentliche Rennfeld ist umrandet mit einer kindgerecht gemalten Blumenwiese, auf der sich verschiedene etwas vermenschlichte Tiere als Zuschauer des Schneckenrennens befinden.
Zu Beginn des Spiels werden die sechs Schnecken auf die farblich passenden Startfelder gestellt, so dass jede eine Rennbahn vor sich hat. Die Spieler würfeln nun reihum mit beiden Farbwürfeln und je nach angezeigten Farben werden die jeweiligen Schnecken um je ein Feld vorgezogen. Zeigen beide Würfel die gleiche Farbe an, darf die passende Schnecke zwei Felder vorgesetzt werden.
Erreicht eine Schnecke das Ziel, ist sie Sieger und das Spiel beendet.
In einer zweiten Spielvariante wird solange weiter gespielt, bis alle Schnecken die rot-weiße Ziellinie ihrer Rennbahnen überquert haben. Zeigen bei einem Wurf beide Würfel die Farbe einer Schnecke an, die bereits im Ziel ist, darf der Spieler noch einmal würfeln. Zeigt nur ein Würfel diese Farbe an, wird lediglich die Schnecke vorgezogen, die sich noch im Rennen befindet. Sieger sind bei dieser Spielregel die Spieler der ersten und der letzten Schnecke, die das Zielfeld erreicht. Die Anwendung der zweiten Spielvariante, bei der das Spiel erst endet, wenn alle Schnecken im Ziel sind, ist hilfreich, um bei den spielenden Kindern das Interesse zu erhalten.
Die Spieldauer pro Durchgang beträgt rund 15 Minuten.

## Variante Schneckenwetten
Am Grundprinzip ändert sich nichts, nur dass jeder Spieler auf eine bestimmte Schnecke Einsätze setzt, es entwickelt sich ein spannendes Rennen, da es diesmal für jeden Spieler um etwas geht, nur der Gewinner streicht alle Einsätze seiner Gegner ein.